# قاعدة الاستدلال
في فلسفة المنطق، فإن قاعدة الاستدلال هي شكل منطقي يتكون من دالة تأخذ المقدمات وتحلل تركيبها وترجع النتيجة (أو الاستنتاجات). على سبيل المثال، تأخذ قاعدة الاستدلال المسماة قياس استثنائي مقدمتين، أحدهما في النموذج "إذا p ثم q" والآخر على شكل "p"، ويعيد الاستنتاج "q". القاعدة صالحة فيما يتعلق بدلالات المنطق الكلاسيكي (بالإضافة إلى دلالات العديد من المنطق غير الكلاسيكي)، بمعنى أنه إذا كانت المقدمات صحيحة (بموجب تفسير ما)، فإن النتيجة كذلك.
عادةً ما تحافظ قاعدة الاستدلال على الحقيقة، وهي خاصية دلالية. في المنطق متعدد القيم، فإنها تحافظ على التسمية العامة. لكن قاعدة الاستدلال العملية هي قواعد نحوية بحتة، ولا تحتاج إلى الحفاظ على أي خاصية دلالية: أي دالة من مجموعات الصيغ إلى الصيغ تعتبر قاعدة للاستدلال. عادةً ما تكون القواعد العودية فقط مهمة؛ أي قواعد مثل وجود إجراء فعال لتحديد ما إذا كانت أي صيغة معينة هي نتيجة لمجموعة معينة من الصيغ وفقًا للقاعدة. مثال على قاعدة غير فعالة بهذا المعنى هي قاعدة-ω اللانهائية.
تتضمن قواعد الاستدلال الشائعة في منطق الافتراض والقياس الاستثنائي وطريقة الإزالة وطريقة عكس نقيض. يستخدم منطق الرتبة الأولى قواعد الاستدلال للتعامل مع المحددات المنطقية.